# Csáky György
Körösszeghi és adorjáni gróf Csáky György Imre (Szepesi vár, 1677. október 27. – Szepesi vár, 1741. december 4.) főúr, generális.

## Család származása
A nevezetes Csáky család tagja és a családjának származási nyilvántartása szerint Csáky (III.) György Imre a pontos neve. Apja gróf Csáky István (országbíró) , aki a magyar családok leszármazási rendjében ritka csúccsal bír, hiszen életében 3 feleségtől 26 gyermeke született.

## Élete
Életében végig katonai pályán a harcok kemény mezején küzdött. Dragonyos tisztként kezdte az oszmánellenes fölszabadító háborúkban.
I. Lipót magyar király megbízást ad két huszárezred megszervezésére, az egyik vezetését Czobor Ádám alapította, majd 1700-tól báró Ebergényi László vezeti. Ebergényi huszárezredében emelkedett folyamatosan a katonai ranglétrán Csáky György Imre. 1707-ben alezredes majd 2 év múlva már vezérlőezredes. 1723-ban vezérőrnagy és 1724-ben veszi át a tulajdonát az Ebergényi huszárezrednek, mint legmagasabb rangú vezérőrnagy-tábornagy. A magyar huszárság történetében is fontos szerepet játszott.
Kitüntette magát a spanyol örökösödési (1701–1704), majd a Lengyel örökösödési háborúban (1733–35).
A Nádasdy múzeumban látható a róla készült festmény .
Felesége báró Ebergényi Ilona volt. A házasságból 2 fiú született János aki koronaőr és országbíró lett, György pedig gömöri főispán volt.